# 瘋狂大悶鍋
《瘋狂大悶鍋》是中天娛樂台政治戲仿節目，2014年4月12日起於每星期六、日晚上8點首播，同年9月14日至12月28日更動為每星期日晚8點首播。
參與演員有郭子乾、邰智源、吳怡霈、九孔、陳漢典、都拉斯、黃迪揚、從從、黃沐妍、杜妍、舒子晨、白雲、黃豪平等。

## 播出時間
| 頻道       | 播映日期               | 播出時間             |
| ---------- | ---------------------- | -------------------- |
| 中天娛樂台 | 2014年4月12日-09月7日  | 每週六日 20:00-21:00 |
| 中天娛樂台 | 2014年9月14日-12月28日 | 每星期日 20:00-21:00 |

## 單元節目

### 麻將屋
- 短劇一開頭會由其中一位麻將玩家會說出開場白「有人說政治像牌局，美國有紙牌屋，台灣有麻將屋，台灣的政客分兩種：一種是讓你獲得權力，另外一種，毫無意義，只是跳樑小丑。我是(政要人物職稱)XXX。歡迎來到麻將屋。」做為短劇的開始。
- 以演員模仿政客與各公眾人物一起打麻將為背景，而各演員會以各種事先動過手腳（便於短劇的演出）的麻將牌來諷刺各種政經事件的短劇；而各位「公眾人物」會三不五時的別過頭來講出各自的「心聲」，而其他的人會在其講「心聲」時去偷看該位演員的麻將牌。
- 而開場白之後因為短劇的劇情不只只有政治議題以及台詞冗長而縮短成：「有人說政治像牌局，美國有紙牌屋，台灣有麻將屋，我是(政要人物職稱，若有)XXX。歡迎來到麻將屋。」，或因為不同的劇情有所更改。
- 結尾通常是各位打完了一局後再繼續打一局之後落幕，或者是只剩三個人各自聊天或是打三人麻將，不然就是各自一哄而散等等。
- 而攝影機旁還有一位從極少露臉過甚至沒出過聲音的牌局玩家，一開始是設定成馬英九，過了幾次之後以及因為劇情的變遷，之後沒有特別說明了。

#### 麻將屋麻將涵義
| 日期      | 模仿來賓                                             | 麻將涵義                                                             |
| --------- | ---------------------------------------------------- | -------------------------------------------------------------------- |
| 10月 19日 | 郭子乾 飾 蔡政元、邰智源 飾 周玉叩、九孔 飾 朱粒倫   | (么雞)、(雙面刃) (梅花數點爆新春)、(西) (中肯)                       |
| 10月 05日 | 郭子乾 飾 梁振瑛、陳漢典 飾 黃之峰 、 怡霈 飾 陳妍稀 |                                                                      |
| 04月 26日 | 郭子乾 飾 蘇真昌、邰智源 飾 方仰檸 、 九孔 飾 江誼樺 | (核廢料)、(南) (不怕一萬，只怕萬一)、(台語發音，西) (總統府)、(親中) |

### 是煎情（是姦情）
以模仿三立台灣台電視劇「世間情」為主軸，並用搞笑的方式來諷刺當時的各種時事等等的短劇。
本短劇原稱「是姦情」，但在第46集（2014年9月28日）後改稱「是煎情」。
- 郭子乾 飾 杜仁得、白雪公主、魏應衝
- 唐從聖 飾 杜瑞蜂、白雪公主-王子
- 陳漢典 飾 郭加加、謝仔奇、大麥町、柯四海
- 吳怡霈 飾 黃因離、美女檢察官
- 黃迪揚 飾 盧桂分

（有時固定的演員也會飾演其他的角色）

### 關鍵動作
- 主持人：郭子亁 飾 劉寶桀
  - 陳漢典 飾 戴立缸
  - 九　孔 飾 張友樺
  - 唐從聖 飾 彭曄幹
  - 吳怡霈 飾 張亞琴

## 節目列表
| 集數 | 日期           | 主題                                                                        | 來賓及悶鍋人物 (粗體是悶鍋人物)                    | 模仿來賓                                                    | 單元節目 | 短劇客串來賓                                                                                                   |
| ---- | -------------- | --------------------------------------------------------------------------- | -------------------------------------------------- | ----------------------------------------------------------- | --- | --- |
| 1    | 4月12日 (首播) | 全民瘋服貿 你覺得哪則新聞 哪個人最瘋？                                      |                                                    |                                                             | 新聞大腸花 唐教官來了                                                                                          | |
|      | 4月13日        | 重播第1集                                                                   | 重播第1集                                          | 重播第1集                                                   | 重播第1集 | |
| 2    | 4月19日        | 學運出關播種 以後包圍的情況越來越多 你怕不怕？                              | 學運走紅新星 王炳忠                                |                                                             | 熊教官來了 新聞大腸花                                                                                          | |
| 3    | 4月20日        | 台灣藍綠老人都要退 世代交替 那瘋狂大悶鍋呢？                                | 政論名嘴 唐湘龍                                    |                                                             | 麻將屋 李教官來了                                                                                              | |
| 4    | 4月26日        | 大家反核四 以後限電漲電價 大家要認喔！                                      | 立法委員 黃偉哲                                    |                                                             | G排論壇 麻將屋                                                                                                 | |
| 5    | 4月27日        | 大家兒子都買不起房子 換個講法 租屋是不是比較愉快？                          | 立法委員 蔡正元                                    |                                                             | 當我們連在依起 新聞大腸花                                                                                      | |
| 6    | 5月3日         | 最近警民衝突多 你心中有沒有什麼衝突？                                       | 不老歌姬 熊海靈                                    |                                                             | 立院SNG 瑪麗亞廣場                                                                                             | |
| 7    | 5月4日         | 出門遇抗議 你是繞道、衝突、還是鼓掌？                                       | 資深媒體人 董智森                                  |                                                             | 馬蘇會 麻將屋                                                                                                  | |
| 8    | 5月10日        | 有人割藍委，有人斬綠草 你對台灣的立委有多不爽？                             | 立法委員 吳育昇                                    |                                                             | 柯P粉絲見面會 來自惺惺的你                                                                                     | |
| 9    | 5月11日        | 今天是母親節，各位媽媽 對台灣的前途有什麼看法？                             | 知名律師 顧立雄 【母親節專題】郭子乾媽媽、九孔媽媽 |                                                             | 當我們連在依起 麻將屋                                                                                          | |
| 10   | 5月17日        | 你呷飽沒？郭董說民主不能當飯吃， 林董說民主自由要當飯吃                     | 立法委員 姚文智                                    |                                                             | 國王的約會 麻將屋                                                                                              | |
| 11   | 5月18日        | 22K太少，老闆加多少 是年輕人不夠努力，還是老闆太小氣？                      | 前立法委員 謝啟大                                  |                                                             | 當我們連在依起 瑪麗亞廣場                                                                                      | |
| 12   | 5月24日        | 越南暴動 台商受損 你有沒有越南朋友？                                        | 資深導遊 挫西 · 越南籍配偶：揚小姐、何小姐、阮小姐 |                                                             | 阿洪歌舞團 麻將屋                                                                                              | |
| 13   | 5月25日        | 小馬哥說要讓青年住得起房子 物價高 薪水低 年輕人你悶不悶？                   | 立法委員 費鴻泰 財經專家 盧燕俐                    |                                                             | 當我們連在依起 瑪麗亞廣場                                                                                      | |
| 14   | 5月31日        | 小英要增加立委席次 你覺得現在立委是太多還是太少？                           | 前立法委員 郭正亮                                  |                                                             | 蔡教官來了 阿洪歌舞團                                                                                          | |
| 15   | 6月1日         | 粽子貴了改吃茄子 是官員失言還是媒體害人，你怎麼看？                         | 資深媒體人 江中博                                  |                                                             | 阿洪歌舞團 瑪麗亞廣場                                                                                          | |
| 16   | 6月7日         | 江揆要閣員上節目替政策辯護 你覺得哪個名嘴立委講得最好？                     | 資深媒體人 張友驊                                  |                                                             | 悶鍋龍捲風 百萬種硬的方式                                                                                      | 防身導師 朱雪璋                                                                                                |
| 17   | 6月8日         | 富商說：送錢是解決大家的困擾 這是啥意思，大家猜猜？                         | 台北市議員 潘懷宗                                  |                                                             | 悶鍋龍捲風 阿洪歌舞團                                                                                          | |
| 18   | 6月14日        | 江揆說學運世代只會把失敗推給別人 你覺得現在的年輕人負責還是不負責？         | 立法委員 紀國棟                                    |                                                             | 麻將屋 阿洪歌舞團                                                                                              | |
| 19   | 6月15日        | 世足賽開打了 你會瘋足球還是不甘你的事？                                     | 台北市議員 歐陽龍                                  |                                                             | 瑪麗亞廣場 全民瘋世足                                                                                          | |
| 20   | 6月21日        | 有人說台北市長選舉很指標性 很有趣，你認為呢？                               | 前民進黨大老 沈富雄                                |                                                             | 悶鍋龍捲風 阿洪歌舞團                                                                                          | |
| 21   | 6月22日        | 世足開打一個禮拜 你生活被踢翻了嗎？                                         | 專業體育球評 何長發                                |                                                             | 悶鍋龍捲風 麻將屋                                                                                              | |
| 22   | 6月28日        | 國台辦張志軍來台，如果你是導遊 你會想帶他看台灣的什麼？                     | 台北市議員 陳彥伯 台北市議員參選人 王致雅          |                                                             | 安倍晉參記者會 阿洪歌舞團                                                                                      | |
| 23   | 6月29日        | 會考考得頭昏眼花，有人說 要一試定天下，你覺得有理嗎？                       | 國民作家 廖輝英 美女老師 李秋嫻                    |                                                             | 麻將屋 瘋狂專欄                                                                                                | |
| 24   | 7月5日         | 李英愛捐醫藥費助早產嬰返台 有人說對韓國改觀了，你覺得呢？                   | 政論名嘴 彭華幹                                    |                                                             | 當我們連在依起 阿洪歌舞團                                                                                      | |
| 25   | 7月6日         | 暑假開始了，學生何處去？ 旅遊、實習，還是出國抗議？                         | 麻辣女教授 曲家瑞                                  |                                                             | 希啦蕊愛台灣 麻將屋                                                                                            | |
| 26   | 7月12日        | 台北告急 基隆崩盤 國民黨選情危急 國民黨會不會只剩新北？                     | 台北市議員 王鴻薇                                  |                                                             | 安倍晉參記者會 當我們連在依起                                                                                  | |
| 27   | 7月13日        | 世足瘋一個月，冠軍即將出爐 誰是你心中的冠軍？                               | 資深媒體人 黃敬平 資深媒體人 粘嫦鈺                |                                                             | 關鍵動作 | |
| 28   | 7月19日        | 兩黨爭取年輕選票，青年人喜歡藍喜歡綠？ 還是都不喜歡？                       |                                                    |                                                             | 麻將屋 阿洪歌舞團                                                                                              | |
| 29   | 7月20日        | 部長下台？！媒體見了黑影就開槍 到底有多少人是槍下魂？                       | 基隆市議長 黃景泰                                  |                                                             | 中槍官員俱樂部 關鍵動作                                                                                        | |
| 30   | 7月26日        | 行政院圓桌論壇要青年人當顧問，你覺得青年人有辦法改變經濟 還是什麼都不行？！ | 星座專家 唐立淇                                    |                                                             | 關鍵動作 安倍晉參記者會                                                                                        | |
| 31   | 7月27日        | 本土劇創意不設限，越無俚頭收視越飆高 你覺得還有什麼招數可以放進去？         | 本土劇演員 何豪傑                                  |                                                             | 瘋狂劇場 是姦情 中槍俱樂部                                                                                     | |
| 32   | 8月2日         | 中元節接近，綜藝節目狂講鬼 你是覺得鬼話連篇，還是滿好聽的？                 | 世界文化史專家 眭澔平                              |                                                             | 安倍晉參記者會 關鍵動作                                                                                        | |
| 33   | 8月3日         | 江揆上任換14個部會首長 當官難，給你，當不當？                               | 法拉利姐 張婷婷                                    |                                                             | 瘋狂劇場 是姦情 麻將屋                                                                                         | |
| 34   | 8月9日         | 社會有難大家捐款，藝人需要自己公布 捐多少錢嗎？                             | 綜藝鬼才 沈玉琳                                    |                                                             | 當我們連在依起 關鍵動作                                                                                        | |
| 35   | 8月10日        | 選舉總幹事，要會打負面選戰 那正面選戰在哪裡？                               | 新北市議員 陳明義                                  |                                                             | 選戰互嗆錄 安倍晉參記者會                                                                                      | |
| 36   | 8月16日        | 馬提老哏，藍綠要和解 你覺得有可能嗎？                                       | 資深媒體人 鄭師誠                                  |                                                             | 關鍵動作 勝紋給問Live                                                                                          | |
| 37   | 8月17日        | 江揆勘災 有人喊救命有人喊作秀 政務官該怎麼做才會大家滿意？                  | 台北市議員 李慶元                                  |                                                             | 麻將屋 當我們連在依起                                                                                          | |
| 38   | 8月23日        | 名人潑水做公益 你最想看誰被潑？                                             | 資深名嘴 許聖梅                                    |                                                             | 安倍晉參記者會 當我們連在依起                                                                                  | |
| 39   | 8月24日        | 柯P上禮儀課 連勝文上台語課 你覺得哪些政治人物 應該上哪些課？                | 文化大學副教授 鈕則勳                              |                                                             | 麻將屋 關鍵動作                                                                                                | |
| 40   | 8月30日        | 年底選戰一百天不到 參選人花招盡出，你愛哪招？                               | 柯文哲競選總部發言人 潘建志                        |                                                             | 麻將屋 關鍵動作                                                                                                | |
| 41   | 8月31日        | 行天宮不燒香 朝野百官誰有這種魄力？                                         | 政論名嘴 唐湘龍                                    |                                                             | 朝鮮會議 關鍵動作                                                                                              | |
| 42   | 9月6日         | 【訪問專題】                                                                | 台北市長參選人 柯文哲                              | 台北市長參選人 柯文哲                                       | 羅叔蕾(邰智源)、姚立名(九孔)、王餅忠(宏都拉斯)、熊海零(吳怡霈)、林飛凡(陳漢典)、蔡政元(郭子乾)、柯文折(郭子乾) | 羅叔蕾(邰智源)、姚立名(九孔)、王餅忠(宏都拉斯)、熊海零(吳怡霈)、林飛凡(陳漢典)、蔡政元(郭子乾)、柯文折(郭子乾) |
| 43   | 9月7日         | 中秋瀰漫選舉味 參選人花招百出，哪招會電到你？                               | 新北市議員 李婉鈺                                  |                                                             | 選戰互嗆錄 朝鮮會議                                                                                            | |
|      | 9月13日        | 首播改成星期天 2014年9月14日起                                              | 首播改成星期天 2014年9月14日起                     | 首播改成星期天 2014年9月14日起                              | 首播改成星期天 2014年9月14日起                                                                                 | |
| 44   | 9月14日        | 黑心油問題吵一週 有黑心商人也有奧民，台灣到底怎麼了？                       | 師範大學化學系教授 吳家誠                          | 柯文折、郝伯村、蘇政德、九把叨、莎沙、奧民                  | 麻將屋 當我們連在依起 瘋狂劇場-是姦情                                                                          | |
| 45   | 9月21日        | 『如果很有錢』，競選廣告被kuso 你覺得什麼廣告才有效?                        | 廣告製作人 范可欽                                  | 蔡正元、吳家成、簡余宴、馬澐、翻白眼吧!溫帝妮小姐、蔡啊嘎   | 如果我是市長 關鍵動作之你幹不幹 是姦情                                                                         | 宣傳大學生冰的啦 彭華幹                                                                                        |
| 46   | 9月28日        | 傳柯P要出《失言錄》檢討自己 政治人物講錯話會失民心嗎?!                      | 資深媒體人 黃智賢                                  | 唐相龍、姚立名、謝霆峰、王非、蔡康泳、蔡啊嘎                | 政治人物的前世今生 世煎情 關鍵動作                                                                             | 命理大師 詹惟中                                                                                                |
| 47   | 10月5日        | 連勝文搬到哪裡都不"老百姓" 還有誰是做什麼都是錯嗎？                         | 資深政論家(資深媒體人) 程金蘭                      | 蔡政元、周玉扣、蔡岳熏、陳苡真、陳至中、安那貝爾            | 麻將屋 政治人物的前世今生 世煎情                                                                               | 命理大師 詹惟中                                                                                                |
|      | 10月12日       | 停播一次，臺灣國際豬腳節，水漾樂活狂放趴蹄                                  | 停播一次，臺灣國際豬腳節，水漾樂活狂放趴蹄         | 停播一次，臺灣國際豬腳節，水漾樂活狂放趴蹄                  | 停播一次，臺灣國際豬腳節，水漾樂活狂放趴蹄                                                                     | |
| 48   | 10月19日       | 如果你也像小市民一樣登廣告罵國情 你想罵什麼？                               | 營養學專家 吳映蓉                                  | 連站、蔡依姍、啊基師、江宜驊、馬澐、懂事長樂團啊吉&小毫     | 話題人物的前世今生 是煎情 麻將屋                                                                               | 命理大師 詹惟中                                                                                                |
| 49   | 10月26日       | 連說柯P用地瓜抹黑，柯P說連廣告做太爛 還有什麼選舉招數比較吸引你?            | 資深媒體人 鄭師誠                                  | 蔡政元、周玉扣、九把叨、蔣友伯、劉貞、蔡啊嘎                | 關鍵動作 朝鮮會議 是煎情                                                                                       | |
| 50   | 11月2日        | 選舉不到一個月 你熱了嗎?                                                    | 私立中國文化大學副教授 鈕則勳                      | 葉復抬、范可嶔、楊萩興、姚立名、陳苡真、徐奶麟              | 頂家四兄弟 關鍵動作 是煎情                                                                                     | |
| 51   | 11月9日        | 北市長辯論落幕，聽完他們政見 你還有什麼問題想問所有候選人？                 | 資深媒體人 李明賢                                  | 鄭泓儀、于渼人、楊萩興、蔡依姍、小小冰、包偉名              | 名人的前世今生 是煎情 頂家四兄弟                                                                               | 命理大師 詹惟中                                                                                                |
| 52   | 11月16日       | 中韓簽FTA，年輕人起薪恐剩15K 年輕人你信不信、你怕不怕?                      | 財經專家 汪潔民                                    | 鄭泓儀、胡自強、馬澐、蔡依姍、蔡啊嘎、庫伯                  | 麻將屋 是煎情 關鍵動作                                                                                         | |
| 53   | 11月23日       | 選戰倒數六天，你已經決定好要投誰了嗎？ 還是一樣霧煞煞?                      | 資深媒體人 陳敏鳳                                  | 郭台名、郝伯村、楊萩興、陳掬、苞子妹、曹右寧                | 關鍵動作 是煎情 名人的前世今生                                                                                 | 命理大師 詹惟中                                                                                                |
| 54   | 11月30日       | 大選結果出爐！來看預測準不準？ ！後馬時代 逼宮壓力排山倒海而來？！          | 前立法委員沈富雄                                   | 蔡政元、蔡依姍、李熬、鞏利、周玉扣、怪瘦                    | 麻將屋 是煎情 關鍵動作                                                                                         | |
| 55   | 12月7日        | 柯P說八年，台北要超過新加坡 你覺得是No Problem還是個Problem?!               | 資深媒體人 蔡玉真                                  | 鄭鴻儀、周玉扣、熊海零、馬澐、陳至中、漁尾獅                | 關鍵動作 是煎情 名人的前世今生                                                                                 | 命理大師 詹惟中                                                                                                |
| 56   | 12月14日       | 媒體喜歡把人高高舉起、重重摔下... 那柯P...?!                                | 資深媒體人 李明賢                                  | 鄭鴻儀、阿碁師、阿洪師、顏清鏢、陳為庭、凱尼絲、比得        | 柯神回覆 朝鮮會議 是姦情                                                                                       | |
| 57   | 12月21日       | 票選最顧人怨名嘴、罷免討人厭立委 誰最顧人怨、誰最有人緣?                    | 資深媒體人 鄭師誠                                  | 蔡政元、周玉扣、賴青德、馬澐、張婷亭、《冰鱈奇緣》艾沙&雪飽 | 柯神回覆 世煎情 關鍵動作                                                                                       | |
| 58   | 12月28日       | 2014年過去，2015年應該比較不悶了吧？                                        | 中國文化大學副教授 鈕則勳                          | 蔡政元、郝伯村、九把叨、悲麵、雞牌妹、陳為庭                | 柯神回覆 是煎情 關鍵動作                                                                                       | |

## 外部連結
- 瘋狂大悶鍋[永久]
- 瘋狂大悶鍋的Facebook專頁
- 瘋狂大悶鍋 （页面存档备份，存于）,YouTube

| 中天娛樂台 星期六、日 20:00 (2014年9月14日更改首播) 中天娛樂台 星期日 20:00                                                                         | 中天娛樂台 星期六、日 20:00 (2014年9月14日更改首播) 中天娛樂台 星期日 20:00 | 中天娛樂台 星期六、日 20:00 (2014年9月14日更改首播) 中天娛樂台 星期日 20:00 |
| --- | --------------------------------------------------------------------------- | --------------------------------------------------------------------------- |
| | 瘋狂大悶鍋 （2014年4月12日-2014年12月28日）                                 |                                                                             |
| 全民大悶鍋 (2006.02.20 - 2007.09.07) 全民最大黨 (2007.09.10 - 2007.12.14) 全民大新聞 (2012.09.24 - 2013.01.25) 周末熊新聞 (2013.06.29 - 2013.12.01) | ?                                                                           |                                                                             |